# Lars Hammar
Lars Gösta Hammar, född 15 juli 1942 i Tomelilla, är en svensk TV-personlighet och tidigare gymnasielärare i engelska och franska. Han är far till Filip Hammar och Linda Hammar.

## Biografi
Lars Hammar tog studentexamen i Ystad och studerade sedan i Lund till gymnasielärare. Han har därefter varit verksam som adjunkt i engelska och franska i Köping.
Hammar har via sonen Filip Hammar blivit en person som synts i den svenska offentligheten. Han har medverkat i bland annat Breaking News med Filip och Fredrik, Boston Tea Party och är huvudperson i dokumentären Den sista resan. Lars Hammar har även en roll i filmen Tårtgeneralen och spelas där av Jens Ohlin.

### Familj
Hammar är bosatt i Köping med hustrun Tiina. Dottern Linda Hammar medverkade i I en annan del av Köping.
Lars Hammar är kusin till Bo Hammar.